# Эрбаш, Али
Али Эрбаш (род. 1961) — турецкий богослов. С 2017 года возглавляет управление по делам религий. Ранее занимал должность ректора университета Ялова.

## Биография
Родился в 1961 году в селении Йешилюрт, входящем в состав района Кабадюз ила Орду. Там же окончил школу. Затем учился в лицее имам-хатыбов в Сакарье, который окончил в 1980 году. В 1980-84 годах учился на богословском факультете университета Мармара. Одновременно с учёбой в университете в 1982-83 годах работал в ряде мечетей, находящихся в юрисдикции управления по делам религий.
После окончания университета Мармара продолжил учёбу там же. В 1987 году защитил кандидатскую диссертацию на тему: «Повторы в Коране» по специальности «Толкование Корана» на богословском факультете. В 1993 году Эрбашу была присвоена степень доктора богословских наук за работу «Вера в ангелов в божественных религиях» по специальности «История религий».
В 1988-90 годах прошёл дополнительный курс обучения для магистров и докторов наук в стамбульском учебном центре «Хасеки». С 1993 года преподавал в университете Сакарьи. С июля по август 1994 года занимался исследованиями в библиотеках Центра имени Жоржа Помпиду и Сорбонского университета во Франции. В 1996-97 годах в течение года в качестве приглашённого профессора преподавал в Страсбургском университете гуманитарных наук.
В 1997 году вернулся в Турцию, и возобновил работу в университете Сакарьи. Занимал в университете ряд должностей, в том числе заведующего кафедрой. С 8 июня по 17 сентября 2017 года возглавлял университет Ялова. 17 сентября 2017 года был назначен главой управления по делам религий.

## Личная жизнь
Женат, четверо детей. Помимо турецкого, владеет арабским и французским языками. Написал 12 книг и ряд статей.